# Felix von Bothmer
Felix von Bothmer, né le 10 décembre 1852 et décédé le 18 mars 1937, est un général de l'Empire allemand et un comte (Graf) qui exerce plusieurs commandements pendant la Première Guerre mondiale, notamment face à l'offensive Broussilov en 1916.

## Biographie
Son père Maximilian von Bothmer (de) est général d'armée et appartient à la famille noble von Bothmer. En 1871, Felix von Bothmer rejoint le régiment d'infanterie du Corps (de) de l'armée bavaroise. Le 28 novembre 1871, il est promu sous-lieutenant au 14e régiment d’infanterie royal bavarois (de). Le 24 mars 1885, il est affecté comme adjudant à la 1re brigade d'infanterie royale bavaroise (de) sous la position à la suite du régiment d'infanterie du Corps. Il passe les quarante années suivantes au service au ministère bavarois de la guerre ou à l'état-major général de l'armée royale de Bavière puis est détaché durant trois ans à Berlin à l'état-major général prussien. Il atteint le grade de général d'infanterie en 1910.
Le 30 novembre 1914, il est nommé commandant de la 6e division de réserve royale bavaroise à Ypres. Le 22 mars 1915, il est nommé à la tête du corps Bothmer durant la bataille des Carpates et contre les attaques russes qui menacent directement la Hongrie. Il remporte la bataille de Zwinin (du 5 février au 9 avril 1915) et participe à la grande avance austro-allemande après la percée lors de l'offensive de Gorlice-Tarnów en mai 1915. Le 8 juillet 1915, il succède à Alexander von Linsingen comme chef de l'armée du Sud en Volhynie avec Hans von Hemmer comme chef d'état-major général. 
Le 7 juillet, il reçoit la médaille de mérite pour son exceptionnel et remarquable planification des opérations militaires réussies au cours des batailles sur les rivières Dniestr, Hnyla Lypa et Zolota Lypa. Il reçoit le 25 juillet 1917, une croix à feuilles de chêne pour ses actions pendant la bataille autour de la ville de Berejany lors de l'offensive d'été allemande sur le front de l'Est et au cours de la bataille  de la tête de pont du Zbroutch. Il reçoit également la Grande Croix de l'Ordre militaire de Bavière de Max-Joseph. 
Ses unités se battent durant l'offensive Broussilov de juin 1916. En juillet 1917, sur le champ de bataille de Boutchatch, il reçoit des mains de l'empereur Guillaume II la croix Pour le Mérite.
Le 4 février 1918, il est nommé commandant de la 19e armée en Lorraine. Il y reste jusqu'au 8 novembre 1918, alors que le front allemand s'écroule. Il se retire du service actif en novembre 1918. Son dernier emploi dans l'armée est celui de conseiller pour le ministère bavarois pour les affaires militaires, de novembre à décembre 1918.
Il meurt à Munich le 18 mars 1937 et, contrairement aux souhaits de sa famille, le gouvernement de Hitler ordonne des funérailles d'État pour le général.
Felix von Bothmer épouse Mlle Auguste Baldinger le 22 juillet 1882. Ils ont 2 filles.